# Prosopocoilus tragulus
Prosopocoilus tragulus is een keversoort uit de familie vliegende herten (Lucanidae). De wetenschappelijke naam van de soort is voor het eerst geldig gepubliceerd in 1861 door Snellen van Vollenvoven.